# Murgathaul
Murgathaul é uma vila no distrito de Barddhaman, no estado indiano de Bengala Ocidental.

## Demografia
Segundo o censo de 2001, Murgathaul tinha uma população de 7872 habitantes. Os indivíduos do sexo masculino constituem 55% da população e os do sexo feminino 45%. Murgathaul tem uma taxa de literacia de 53%, inferior à média nacional de 59,5%: a literacia no sexo masculino é de 64% e no sexo feminino é de 39%. Em Murgathaul, 15% da população está abaixo dos 6 anos de idade.